# Cal Marquès (Espolla)
Cal Marquès és un edifici del municipi d'Espolla inclòs en l'Inventari del Patrimoni Arquitectònic de Catalunya.

## Descripció
Situat dins del nucli urbà de la població d'Espolla, a la banda nord del terme i a ponent de la plaça Joan Camps i Subirats, també coneguda com la plaça del Dolmen.
Edifici aïllat de planta irregular format per diversos cossos adossats, amb les cobertes de teula d'una vessant i distribuïts en planta baixa i pis, o bé dues plantes. La façana orientada a migdia presenta un gran portal de mig punt adovellat, amb els brancals bastits amb carreus ben desbastats. La façana principal, orientada a llevant, presenta un portal de mig punt i una finestra rebaixada, bastits en pedra. Al seu costat hi ha una petita obertura allargada a manera d'espitllera. Damunt del portal, una finestra rectangular emmarcada amb carreus de pedra, la llinda plana i l'ampit motllurat. La part més destacable de la construcció és la torre situada a l'extrem de tramuntana. Es tracta d'una torre de planta quadrada, distribuïda en planta baixa, dos pisos i un petit altell afegit amb posterioritat. Està coberta amb teulada d'un sol vessant, la qual també fou restituïda. Les obertures són destacables. Al primer pis hi ha una finestra rectangular emmarcada en pedra, que en origen presentava la llinda sostinguda amb permòdols, tot i que actualment està reformada. A la segona planta destaca una finestra biforada amb les llindes d'arc apuntat recolzades a les impostes, i un pilaret central amb capitell restituït. La torre està bastida amb pedra desbastada de diverses mides lligada amb abundant morter de calç. Conserva trams del parament bastits amb carreus de pedra ben desbastats i disposats en filades, sobretot a la part superior de les cantonades. L'interior de l'edifici s'estructura en tres crugies paral·leles a la façana principal distribuïdes en diverses estances cobertes amb voltes de pedra grassa i de maó.
La construcció en general ha estat realitzada amb pedra petita i irregular unida amb argamassa, amb carreus desbastats a les cantonades. La façana principal està arrebossada i pintada.

## Història
Durant l'edat mitjana, el casal va ser propietat de la família Avinyó que amb el temps acabà passant al marquès de Camps. Els diferents marquesos del segle xx van ser molt generosos amb el poble d'Espolla, cedint terrenys per a la construcció de l'escola, el celler cooperatiu...
La construcció es va adaptar primer als usos agrícoles i, a partir dels anys 80 del segle passat, al de residència, ja que va ser venut per parts a diferents propietaris.